# Numerius Fabius Vibulanus
Numerius Fabius Vibulanus was een Romeins politicus, die in 421 v.Chr. consul van de Romeinse Republiek was.
Fabius Vibulanus was lid van de patricische gens Fabia. In 421 v.Chr. werd hij samen met Titus Quinctius Capitolinus Barbatus tot consul verkozen.
Hij trok op tegen de Aequi en wist deze te verdrijven. Hiervoor ontving hij een ovatio; een beperkte triomftocht. In 415 en 407 v.Chr. was hij een van de consulaire tribunen.